# Emmanuelle Robert
Emmanuelle Robert (née en 1975 à La Chaux-de-Fonds, dans le canton de Neuchâtel) est une écrivaine suisse francophone, autrice de romans policiers.

## Biographie
Née dans un milieu modeste, avec un père ouvrier, Emmanuelle Robert grandit dans le canton de Vaud, à Montreux.
Elle a travaillé pour Amnesty International, puis comme journaliste pour l'Agence télégraphique suisse et comme chargée de communication notamment pour la ville de Morges de 2016 à 2021.
En 2021, elle sort son premier roman Malatraix, un thriller dans le monde du trail,. Le livre tire son nom d'un sommet des Alpes bernoises, non loin du lac Léman. Il obtient une mention spéciale du jury du Prix du livre de montagne au Festival du film des Diablerets. 
Son second roman, Dormez en Peilz, sort en 2023.
Elle cite comme sources d'inspiration le polar nordique mais aussi des artistes suisses tels que Marie-Christine Horn ou Daniel Abimi. C'est d'ailleurs en hommage à ce dernier qu'une inspectrice de Dormez en Peilz se nomme Antigona Abimi.
Délaissant le polar pour le fantastique, Emmanuelle Robert a également publié un court roman gore intitulé Le Festin de la bête, dans la collection suisse Gore des Alpes.

## Publications
- Emmanuelle Robert, Malatraix, Genève, Éditions Slatkine, 19 octobre 2021 (ISBN 978-2-8321-1083-6), p. 496[11]
- Emmanuelle Robert, Dormez en Peilz, Genève, Éditions Slatkine, 18 août 2023 (ISBN 9782832112427), p. 512
- Emmanuelle Robert, Le Festin de la Bête, Gore des Alpes, octobre 2024  (ISBN 9782970182900)[12]), p. 112[13]